# Петър Станев
Петър Иванов Станев е български офицер, генерал-майор.

## Биография
Роден е на 20 август 1900 година в Пловдив. Завършва Военното училище през 1920 година. През 1935 година е уволнен поради антимонархически убеждения. На 14 септември 1944 година с министерска заповед № 125 е назначен за помощник-командир на Въздушните войски. Бил е инспектор по мобилизацията в Щаба на войската. Умира на 4 юни 1945.

## Военни звания
- Поручик (27 ноември 1923)
- Капитан (31 октомври 1930)
- Полковник (6 май 1935)
- Генерал-майор (1 януари 1945)